# Almsavblomfluga
Almsavblomfluga (Brachyopa insensilis) är en tvåvingeart som beskrevs av Collin 1939. Almsavblomfluga ingår i släktet savblomflugor, och familjen blomflugor. Arten är reproducerande i Sverige. Inga underarter finns listade i Catalogue of Life.